# Copelatus advena
Copelatus advena är en skalbaggsart som beskrevs av Sharp 1882. Copelatus advena ingår i släktet Copelatus och familjen dykare. Inga underarter finns listade i Catalogue of Life.